# Conches-en-Ouche
Conches-en-Ouche je francouzská obec v departementu Eure v regionu Normandie. V roce 2009 zde žilo 5 007 obyvatel. Je centrem kantonu Conches-en-Ouche.

## Partnerská města
- Człuchów, Polsko, 1995
- Wareham, Spojené království, 1978